# Universiteit van Newcastle upon Tyne
De Universiteit van Newcastle (Engels: University of Newcastle upon Tyne, informeel Newcastle University) is een Britse universiteit, gelegen in Newcastle upon Tyne in het noord-oosten van Engeland. De universiteit is lid van de Russellgroep en de European University Association. In 2018 stond de universiteit op de 12e plaats van beste universiteiten in het Verenigd Koninkrijk en op de 141e plaats in de wereld volgens de QS World University Rankings.
De School of Medicine and Surgery (later het College of Medicine) kan gezien worden als het begin van de universiteit. De school werd opgericht in 1834. In 1871 volgde het College of Physical Science (later hernoemd tot Armstrong College). Beide colleges werden gevoegd aan Durham University. De grootte van de colleges creëerde de merkwaardige situatie dat Durham University eigenlijk meer studenten had in Newcastle dan in Durham zelf, en leidde tot discussies over waar de hoofdvestiging van de instelling thuis hoorde. In 1937 werden beide colleges van Newcastle samengevoegd, en werd aldus King's College gevormd. In 1963 werd krachtens een Act of Parliament King's College een aparte universiteit, de University of Newcastle upon Tyne, verzelfstandigd van Durham University.
Omdat de universiteit in het begin van de twintigste eeuw nog niet zelfstandig was, hoort ze strikt genomen niet tot de redbrickuniversiteiten, maar vanwege de gelijklopende ontstaansgeschiedenis en het lidmaatschap van de Russell Group wordt Newcastle er gewoonlijk wel toe gerekend. Het is een sterk onderzoeksgerichte instelling. Van de 495,7 miljoen pond aan inkomsten in het academiejaar 2017-2018 was 109,4 miljoen verworven middels onderzoeksprojecten en -contracten.
Het onderzoek en onderwijs van de universiteit werd anno 2019 geleverd in 24 academic schools en 40 research institutes en research centres, gekoppeld aan drie faculteiten: de Faculty of Humanities and Social Sciences; de Faculty of Medical Sciences; en de Faculty of Science, Agriculture and Engineering. De instelling biedt 175 voltijdse bachelorprogramma's en 340 masteropleidingen aan.